# Ann Chiejine
Ann Agumanu-Chiejine (* 2. Februar 1974) ist eine ehemalige nigerianische Fußballtorhüterin und heutige -trainerin.

## Karriere

### Spieler

#### Verein
Bekannt über Chiejine ist lediglich, dass sie in ihrer Fußballerkarriere eine Zeit lang beim Pelican Stars FC aktiv war.

#### Nationalmannschaft
Chiejine nahm mit der nigerianischen Nationalmannschaft an der Weltmeisterschaft im Jahr 1991 teil. Auch an der Weltmeisterschaft 1995, der Afrikameisterschaft 1998, den Olympischen Spielen 2000 wie auch bei den Afrikameisterschaften in den Jahren 2000, 2002 und 2004 nahm sie teil. In ihrer Zeit gewann sie mit ihren Teams stets den Titel der Afrikameisterinnen.

### Trainer
Mindestens im Zeitraum der U17-Weltmeisterschaft im Jahr 2014 war sie Co-Trainerin der nigerianischen Auswahl. Ebenfalls als Co-Trainerin war sie mit der A-Nationalmannschaft beim Afrika-Cup 2016, wo wieder der Titel gewonnen werden konnte. Ebenso ist sie auch seit Oktober 2020 wieder Teil des Trainerstabs der Frauennationalmannschaft.